# Carlos Lessa
Carlos Francisco Theodoro Machado Ribeiro de Lessa (Río de Janeiro, 30 de julio de 1936-Ibid.; 5 de junio de 2020) fue un economista brasileño ligado a la CEPAL, profesor emérito y rector de la Universidad Federal de Río de Janeiro (UFRJ) a partir de 2002.

## Biografía
En 1959, se graduó en Economía en la Universidad de Brasil y obtuvo el PhD en el Instituto de Economía, Filosofía de Ciencias Humanas, de la UNICAMP en 1976.
Dio cursos para el Consejo Nacional de Economía del Brasil en el Instituto Rio Branco y en la Comisión Económica para la América Latina, así como en el Instituto de Planeamiento Económico y Social al lado de personalidades como Fernando Henrique Cardoso.
Desde 1978 fue profesor titular de Economía Brasileña en el Instituto de Economía de la Universidad Federal de Río de Janeiro (UFRJ) y  fue profesor de la COPPE en 2001.
Fue decano del Centro de Ciencias Jurídicas y Económicas (CCJE) de la (UFRJ). Fue también presidente del Banco Nacional de Desenvolvimento Econômico e Social del Brasil (BNDES).
Durante su cargo como rector de la UFRJ, criticó a su antecesor en el cargo, José Henrique Vilhena: «no quiero tomar represalias, pero considero su estilo de administrar una catástrofe».
Falleció en el hospital Copa Star de Río de Janeiro a los ochenta y tres años, el 5 de junio de 2020 a causa de la enfermedad COVID-19.